# XDS Astana Team
XDS Astana Team (voorheen onder meer Astana Qazaqstan, Astana Pro Team, Astana - Würth Team en Liberty Seguros genoemd) is een Kazachse wielerploeg die gefinancierd wordt door enkele Kazachse staatsbedrijven, en vernoemd is naar de hoofdstad van de voormalige Sovjetrepubliek. Astana is een van de achttien ploegen die in 2019 in de UCI World Tour meedeed. De ploeg had van 2012 tot en met 2014 een eigen opleidingsteam, het Continental Team Astana.
Astana werd tot einde mei 2006 gesponsord door de Amerikaanse verzekeringsmaatschappij Liberty Mutual en de Duitse onderdelenfabriek Würth, en reed onder Spaanse licentie als Liberty Seguros-Würth. De ploeg bestaat sinds 2004 en is de opvolger van de ONCE-ploeg. Ploegleider was tot juni 2006 Manolo Saiz, die geassisteerd werd door oud-renners Herminio Díaz Zabala, Marino Lejarreta, Juan Gonzalez en Alberto Leanizbarrutia. Hij werd opgevolgd door Walter Godefroot, de voormalige ploegleider van T-Mobile.

## Seizoen 2005
De kopman van de ploeg en viermaal eindwinnaar van de Ronde van Spanje, Roberto Heras, werd op 25 november 2005 ontslagen nadat hij na afloop van de laatste tijdrit in de Ronde van Spanje een te hoog hematocrietgehalte bleek te hebben, wat zou kunnen duiden op het gebruik van epo. De uitslag van de volgende epo-test was wederom positief. De "overwinning" van Heras werd geschrapt en de nummer twee, Denis Mensjov (Rabobank), staat nu in de boeken als winnaar van de Ronde van Spanje 2005.

## Operación Puerto
Rond de ploeg barstte einde mei 2006 een groot dopingschandaal los. Saiz, ploegarts Eufemiano Fuentes en drie anderen werden gearresteerd op verdenking van het verstrekken van verboden stimulerende middelen aan renners. Ten gevolge van dit schandaal besloot de hoofdsponsor, Liberty Seguros, de sponsorovereenkomst per direct stop te zetten. Even werd eraan gedacht de ploeg op te doeken, maar begin juni vond ploegleider Saiz nieuwe geldschieters. Een groep ondernemers uit de Kazachse hoofdstad had toegezegd de ploeg voor minstens drie jaar te sponsoren. De nieuwe ploeg zal Astana - Würth heten. Op 9 juni maakte Manolo Saiz bekend een stap opzij te doen. Saiz nam de beslissing naar eigen zeggen om de continuïteit van het team maximaal te vrijwaren en ten goede van de wielersport in het algemeen. Toen bekend raakte dat Astana niet kon deelnemen aan de Ronde van Frankrijk, trok Würth zich per direct terug als cosponsor.

## Seizoen 2007
Nieuwe renners in de ploeg voor 2007 zijn onder meer Paolo Savoldelli (tweevoudig Giro-winnaar), Andreas Klöden (tweede in de Ronde van Frankrijk 2004 en 2006), Matthias Kessler (ontslagen na dopinggebruik; te hoge testosteronwaarde) en René Haselbacher (winnaar Ronde van Rijnland-Palts 2006).
Na een negatief advies van de UCI voor de ProTour 2007, bracht Astana de nodige wijzigingen aan en diende zijn dossier in. Het kreeg de licentie die Manolo Saiz moest afstaan en zal voor vier jaar de andere negentien ploegen vergezellen in de ProTour.
De Tour de France begon goed voor Astana, de ploeg voerde het ploegenklassement aan vanaf de proloog tot de 4e etappe en na de 13e en de 15e etappe. Maar op 24 juli 2007 bracht de Franse krant L'Equipe het nieuws naar buiten dat kopman Aleksandr Vinokoerov betrapt zou zijn op het gebruik van bloeddoping, na de tijdrit die hij op 21 juli had gewonnen. Naar aanleiding hiervan verzocht de organiserende Société du Tour de France Astana de Ronde verlaten. Astana-manager Marc Biver merkte cynisch op: "Er zijn twee manieren om beroemd te worden: de Tour verlaten of de Tour winnen. Wij hebben voor de eerste manier gekozen." Kort daarop verliet de voltallige ploeg de Ronde van Frankrijk. Vino werd ontslagen toen ook het B-staal positief bleek.
De organisatie van de Ronde van Duitsland maakte bekend Astana te zullen weigeren van deelname aan de wielerkoers in 2007.
Op 31 juli maakte de ploeg bekend dat ze niet deelnemen aan de ProTour-wedstrijden in augustus van dat jaar. Dit zijn de Ronde van Duitsland, Clásica San Sebastián, de Vattenfall Cyclassics en de ENECO Tour. De officiële reden luidt dat de ploeg deze tijd wil gebruiken om te bezinnen en om een nieuwe interne reglementering uit te dokteren. Op 1 augustus maakte de fietsenleverancier BMC bekend dat ze het contract met Astana hebben opgezegd vanwege het dopinggeval van Vinokoerov. Tot overmaat van ramp werd op 8 augustus Andrej Kasjetsjkin ook betrapt op het gebruik van bloeddoping bij een controle buiten competitie. Mede hierdoor besloot de organisatie van de Vuelta om Astana te weren uit haar wielerronde die plaatsvindt in september.
De nationale wielerbond van Kazachstan, de eigenaar van de ProTour-licentie, zegde in september 2007 de samenwerking met 'Zeus Sàrl', het Zwitserse bedrijf van manager Marc Biver, op. Zeus betaalde vervolgens geen loon meer uit aan de renners. In december 2007 betaalde de Kazachse wielerbond de renners het achterstallige loon.
Inmiddels had de nationale wielerbond al contact gezocht met Johan Bruyneel en werd met hem overeengekomen een nieuw management op te zetten. Voor het seizoen 2008 haalde Bruyneel onder meer de Discovery-renners Alberto Contador, Levi Leipheimer, Janez Brajkovič en Vladimir Goesev (ondertussen ontslagen wegens abnormale bloedwaarden) naar Astana.

## Seizoen 2008
Sinds 2008 is het Luxemburgse bedrijf 'Olympus sarl' van Johan Bruyneel de nieuwe rechtspersoon van de Astana-wielerploeg. In dit jaar reed de ploeg ook op een Luxemburgse licentie.
Op 13 februari 2008 maakte de Tourdirectie bekend dat ze Astana niet aan de start van de Tour wenst, omwille van de vroegere dopingproblemen. De winnaar en de nummer drie van 2007, twee derde van het podium, Alberto Contador en Levi Leipheimer, zijn er dus niet bij in 2008.
Ook mocht het team in eerste instantie niet meedoen aan de Ronde van Italië maar een week voor het begin van de Giro is toch besloten dit team mee te laten doen in de eerste grote ronde van 2008.
Deze werd gewonnen door Alberto Contador, die zonder 'noemenswaardige' voorbereiding (zo lag hij, naar eigen zeggen, te zonnen aan het strand 1 week voor de start van de Giro) zijn tweede grote rondeoverwinning op zak had.
In juli 2008 heeft Astana Vladimir Goesev aan de deur gezet nadat hij onregelmatige waarden had laten opnemen bij een interne dopingcontrole buiten competitie. Dit betekent niet dat hij doping heeft genomen, maar Astana wil gaan voor een zuivere sport.
Begin september wint Alberto Contador de Vuelta a España, zijn tweede grote ronde in één jaar. Contador, die de 13e en 14e etappe wint, gaat zijn ploegmaat Levi Leipheimer voor. Na de Tourzege in 2007 én de zeges in de Giro en de Vuelta dit jaar treedt Contador toe tot een select gezelschap van renners die allemaal drie grote ronden wonnen. Contador is, na Eddy Merckx (België), Felice Gimondi (Italië) en de Fransen Bernard Hinault en Jacques Anquetil, de vijfde renner die hierin slaagt.
Op 8 september melden diverse Amerikaanse media dat Lance Armstrong in 2009 bij Astana zijn rentree zal maken in het wielerpeloton. Overigens zonder daar een salaris of bonussen voor te krijgen.
Op 4 oktober 2008 meldt Vinokoerov dat hij een comeback plant. Hij ziet zich dit alleen doen bij Astana.

## Seizoen 2009
In 2009 maakte Lance Armstrong zijn comeback bij Astana. Andere nieuwkomers zijn Jaroslav Popovytsj en Haimar Zubeldia, waardoor er 5 renners uit de top tien van de Ronde van Frankrijk 2007 bij het team onder contract staan. Armstrong lijkt vooral gebruik te maken van de immense mediabelangstelling voor zijn comeback om zo zijn stichting Livestrong onder de aandacht te brengen, en doet zelfs mee aan koersen die hij in het verleden altijd oversloeg, zoals de seizoensopening van de ProTour in Australië, de Tour Down Under, en de eerste grote Europese klassieker, Milaan-San Remo. Hoogtepunt van deze "alternatieve" seizoensopbouw moet deelname aan de jarige Giro zijn (honderd jaar na de eerste editie), maar deelname daaraan komt in gevaar als Armstrong in de Ronde van Castilla y Leon ten val komt en zijn sleutelbeen breekt. Het had de eerste ronde moeten worden waarin Armstrong en Contador zij aan zij zouden koersen. Het lukt de Amerikaan wonderwel om toch op tijd hersteld te zijn voor de Giro, die hij als 12e zou eindigen.
Contador en Leipheimer houden in de tussentijd de eer hoog voor Astana in het rondewerk. Leipheimer verdedigt met succes zijn titel in de Ronde van Californië en wint voor Contador in Castilla y Léon. Contador wint de ronden van de Algarve en het Baskenland. Met die laatste zege poetst hij de nare nasmaak weg van het missen van de winst in Parijs-Nice, waar hij domineert in de proloog en koninginnenrit, maar door een hongerklop op de voorlaatste dag het geel verspeelt.
In mei werd duidelijk dat de wielerploeg financiële problemen heeft en de salarissen niet uitbetaalt. In de Giro rijden de renners, op de Kazak Zeits na, uit protest met hun shirts binnenstebuiten waardoor de sponsors van de Kazachse wielerfederatie niet goed zichtbaar zijn Begin juni worden alle achterstallige betalingen overgemaakt naar de renners. De oorzaak van het niet betalen zou de economische crisis zijn, waardoor het consortium staatsbedrijven dat de wielerploeg financiert in financieel noodweer zou zitten. Er gingen echter geruchten dat de geldkraan werd dichtgedraaid vanwege een verschil van mening over een eventuele terugkeer van Aleksandr Vinokoerov. De Kazachse wielerheld was mede-initiator van het team en een favoriet van de geldschieters, maar zou vanwege zijn dopingverleden niet meer welkom zijn bij de ploegleiding. In de media ontstond een beeld van meerdere kampen bij Astana: het kamp Bruyneel-Armstrong, het kamp-Vinokoerov en in mindere mate ook een club rondom Contador. De Kazachse autoriteiten wilden graag een terugkeer van 'Vino' - Bruyneel reageerde door de huidige Kazachse kampioen, Assan Bazajev, te schorsen. Het leidde uiteindelijk tot een breuk tussen de manager en het team, zo werd tijdens de Tour bekend.
De financiële beslommeringen voedden speculaties dat Armstrong en zijn vertrouwelingen de licentie van Astana zouden overnemen, of een eigen ploeg zouden gaan oprichten. In de derde week van de Tour berichtte Armstrong dat hij met het bedrijf RadioShack in zee zal gaan voor het seizoen 2010.
Tour 2009
Ondanks al het gesteggel op de achtergrond rijdt Astana een sterke Ronde van Frankrijk. Ze starten met liefst vier kopmannen, waarvan alleen Levi Leipheimer de finish in Parijs niet haalt door een val. De vermeende rivaliteit tussen Armstrong en Contador beheerst de berichtgeving van alle media, die aanzienlijk minder aandacht hebben voor de overige toppers, zoals Carlos Sastre. De vier kopmannen staan na de tijdrit in Monaco allen in de top tien. Toch vindt er opvallend snel een verschuiving plaats in het klassement. In de derde etappe ontstaat er door kopwerk van Team Columbia-HTC een breuk in het peloton. Slechts één klassementsrenner is aanwezig: Lance Armstrong. Tot frustratie van Contador laat Armstrong zijn meegevluchte ploegmaten Zubeldia en Popovych mee op kop rijden, waardoor de kopgroep uiteindelijk 41 seconden wint op het peloton. Armstrong stijgt naar de derde plek en is de best geklasseerde Astana-renner. De langverwachte machtsstrijd binnen de ploeg lijkt begonnen; Armstrong maakt geen excuses voor deze aanval. Een dag later is de ploeg de sterkste in de ploegentijdrit, waarna Armstrong in dezelfde tijd als klassementsleider Cancellara komt te staan. De Zwitser behield het geel op basis van honderdsten tijdens de tijdrit in Monaco. Een nieuw record leek aanstaande, want Armstrong kon in de eerste bergrit de oudste geletruidrager ooit worden. Maar op de beklimming van Arcalis in Andorra was het Contador, die een aanval plaatste, niet volgens plan, aldus Armstrong. De veel gepubliceerde "vete" duurde daarna nog ruim een week voordat Contador de strijd definitief in zijn voordeel besliste met winst in de bergetappe naar Verbier. Contador zette Armstrong op 1'37", en zou deze voorsprong in de latere Alpenetappes uitbreiden. Bovendien klopt de Spanjaard superspecialist Fabian Cancellara in de tijdrit rondom Annecy, waarmee hij bewijst de beste ronderenner te zijn. Armstrong knokt zich in deze tijdrit terug naar een podiumplek, die hij in de laatste bergetappe, naar de Mont Ventoux, met succes weet te verdedigen. Klöden eindigt de ronde als zesde in het eindklassement.
Op 20 augustus werd bekend dat Aleksandr Vinokoerov definitief terug in dienst kwam bij de ploeg.

## Seizoen 2010
Bij de start van het seizoen waren 12 renners naar RadioShack vertrokken, onder wie Lance Armstrong, Andreas Klöden en Levi Leipheimer. De winnaar van de Ronde van Frankrijk Óscar Pereiro werd aangetrokken. In de Ronde van Algarve werd door Alberto Contador de eerste seizoenszege binnengehaald. Vinokourov haalde met Luik-Bastenaken-Luik een monument binnen. In de Ronde van Italië werd Vinokourov 6e in het eindklassement en was daarmee de hoogst geklasseerde. In de Ronde van Frankrijk 2010 was er meer succes met de zege van Vinokourov in de 13e etappe. Alberto Contador won die editie, maar raakte later zijn zege door dopinggebruik kwijt. In de Ronde van Spanje werden geen successen behaald. Valentin Iglinski won de Ronde van Hainan en daarmee sloot het team het seizoen af met 17 zeges (na het schrappen van de resultaten van Contador).

## Seizoen 2011
Aan het begin van het seizoen vertrok Alberto Contador, meervoudig grote-rondewinnaar. Hij nam Daniel Navarro onder meer met zich mee. Roman Kreuziger werd voor het klassement aangetrokken. De eerste zege werd in maart geboekt toen in Parijs-Nice Rémy di Grégorio de 7e etappe wist te winnen. In de Ronde van Italië wist Paolo Tiralongo de 18e etappe te winnen. Roman Kreuziger won het jongerenklassement en Astana het ploegenklassement. In de Ronde van Frankrijk kon het team geen potten breken. In de Ronde van Spanje werd eveneens geen succes geboekt.
Met de eindzege van Valentin Iglinski in de Ronde van Hainan kwam het aantal zeges op 11.

## Seizoen 2012
Voor het seizoen 2012 werden Janez Brajkovic en Kevin Seeldraeyers binnengehaald voor het klassement en Francesco Gavazzi voor de sprints. De eerste zege van het jaar werd door Brajkovic behaald in de Ronde van Catalonië waar hij de derde etappe won. Maksim Iglinski won de klassieker Luik-Bastenaken-Luik. In de Ronde van Italië wonnen Paolo Tiralongo en Roman Kreuziger een etappe. In de Ronde van Frankrijk haalde Brajkovic met een 9e plaats de hoogste klassering. Fredrik Kessiakoff reed lang in de bergtrui, maar moest het afleggen tegen de Fransman Thomas Voeckler. Op de Olympische Spelen haalde de Kazak Aleksandr Vinokourov goud door in een sprint met twee Rigoberto Urán te verslaan. In de Ronde van Spanje werd met Kessiakoff ritsucces geboekt. Met de eindzege in de Ronde van Hainan met Dmitry Gruzdev kwam het aantal zeges dat jaar op 24.

## Seizoen 2013
In 2013 werd Vincenzo Nibali als kopman aangetrokken. Daartegen stond het vertrek van zowel Roman Kreuziger als Robert Kiserlovski. De eerste zege van het seizoen was de 7e etappe in de Ronde van Langkawi door Andrea Guardini. De eerste World Tour-zege was de winst in Tirreno-Adriatico van Vincenzo Nibali. In mei werd de Ronde van Italië gewonnen door Vincenzo Nibali, nadat hij drie ritten had gewonnen. In de Ronde van Frankrijk haalde Jakob Fuglsang de 7e plaats in het eindklassement. In de Ronde van Spanje streed Nibali met Chris Horner om de eindzege. Nibali werd uiteindelijk 2e. De laatste zege werd behaald in de Ronde van Almaty door Maksim Iglinski. Het aantal zeges kwam hiermee op 16 te staan.

## Seizoen 2014
In het wielerseizoen van 2014 wist Astana 24 zeges te halen, waaronder etappes in de Ronde van Italië, de Ronde van Frankrijk en de Ronde van Spanje, met respectievelijk de Italianen Fabio Aru en Vincenzo Nibali. Het absolute hoogtepunt kwam in de Ronde van Frankrijk. Nibali won vier etappes en het eindklassement. Deze zeges werden echter overschaduwd door de dopinggevallen van de ploeg en de opleidingsploeg. De renners Valentin Iglinski en Maksim Iglinski van Astana Pro Team werden betrapt op doping en verder ook nog Ilja Davidenok, Viktor Okisjev en Artur Fedossejev van de opleidingsploeg. Astana besloot om deze reden te stoppen met het opleidingsteam. Astana Pro Team kreeg enigszins verrassend toch een licentie voor de UCI World Tour 2015.

## Seizoen 2015
Voor het seizoen 2015 worden er belangrijke pionnen voor Vincenzo Nibali en Fabio Aru gehaald zoals Dario Cataldo (Sky), Luis León Sánchez (Caja Rural-Seguros RGA) en Rein Taaramäe (Cofidis). Voor het voorjaar worden Lars Boom (Belkin Pro Cycling) en Laurens de Vreese (Wanty-Groupe Gobert) gehaald. In het voorjaar weet Astana de Ronde van Murcia te winnen met Rein Taaramäe, een etappe in de Ronde van Oman, etappes in de Ronde van Langkawi met Andrea Guardini, een etappe in de Ronde van het Baskenland met Mikel Landa en een etappe in de Ronde van Trentino met Paolo Tiralongo. Op 16 mei wordt de tweede etappe in de Ronde van Picardië gewonnen door Guardini. Een dag later wint Paolo Tiralongo de 9e etappe in de 98e Ronde van Italië. Op 23 mei wint Andrea Guardini de openingsetappe in de World Ports Classic. Een dag later wint Mikel Landa de 16e etappe in de Ronde van Italië. Mikel Landa zou ook de 17e etappe in de Giro winnen. De Italiaan Fabio Aru zou ook nog de negentiende en de twintigste etappe winnen. Daarnaast werd Astana 2e en 3e in het eindklassement met respectievelijk Fabio Aru (2e) en Mikel Landa (3e). De ploeg won het jongerenklassement en het ploegenklassement.
In de Ronde van Frankrijk zakte kopman Vincenzo Nibali door het ijs. De uittredend winnaar won uiteindelijk nog wel een etappe, maar werd 4e in het eindklassement.
In de Ronde van Spanje startte Astana met het sterke blok Landa, Nibali en Aru. Nibali werd echter na etappe twee uitgesloten door aan de volgauto te hangen. Landa won de elfde etappe en Aru greep toen het rood, dat hij later weer kwijtraakte. In etappe 20 pakte hij het rood over van Dumoulin en werd eindwinnaar. In het najaar wist Vincenzo Nibali de Ronde van Lombardije te winnen door weg te rijden in de slotfase. Astana pakte in 2015 34 zeges.
Beschuldiging van Henderson op Aru
Op 24 april 2015 beschuldigde Gregory Henderson Fabio Aru ervan doping te gebruiken door middel van een Tweet te plaatsen waarin hij schreef: "Het is treurig om Aru 'ziek' te zien. Ik hoop dat hij volgende keer 'gezond', oftewel clean, terugkomt in onze sport". Even later maakte hij het nog bonter door te zeggen: "Ik ben er ziek van. Binnen een paar dagen weet iedereen het. Waarom vals spelen?". Henderson zelf verwijderde zijn tweets en verontschuldigde zich. "Als je ziek bent, ben je ziek. Overhaast conclusies trekken, helpt niemand. Mijn fout. Ik moet mijn mond houden. Mijn oprechte excuses", tweette Henderson. "Ik heb overhaaste conclusies getrokken en dat was fout van mij. Dit is niet goed voor de sport en ik zal mij excuseren bij zijn manager." Het maakte weinig meer uit. Fabio Aru stapte naar de rechter vanwege smaad.

## Seizoen 2016
Aan het begin van het jaar vertrok Mikel Landa naar Team Sky, de nummer drie van de Ronde van Italië 2016. De eerste zege voor de ploeg werd al behaald op 23 januari, toen Miguel Ángel López de 6e etappe in de Ronde van San Luis won. De eerste World Tour-zege werd behaald in Parijs-Nice toen Loetsenko de 5e etappe won. Het hoofddoel voor het team was de Ronde van Italië. Vincenzo Nibali wist de 19e etappe te winnen en pakte in de 20e etappe de leiding. In de slotetappe gaf hij deze niet meer uit handen. In juni wist Ángel López de Ronde van Zwitserland te winnen. Loetsenko haalde in de Ronde van Hainan de eindzege binnen. Daarmee sloot Astana het seizoen af met 34 zeges, een evenaring van het aantal zeges in 2015.

## Seizoen 2017
Nadat Vincenzo Nibali was vertrokken naar Bahrein-Merida werd Fabio Aru als kopman uitgespeeld voor de Ronde van Italië. De Italiaan raakte echter geblesseerd en daarom werd Michele Scarponi aangeduid als kopman. In de voorbereiding hiervoor won hij in een etappe in de Ronde van de Alpen, het was de eerste overwinning voor Astana van 2017. Nog geen week later verloor Scarponi het leven bij een verkeersongeval. Hij werd 37 jaar. In de eerstvolgende wedstrijd van het seizoen, Luik-Bastenaken-Luik, droegen meerdere teams, waaronder Astana, rouwbanden. De winnaar, Alejandro Valverde, droeg de overwinning op aan Scarponi. Ook in de Ronde van Italië droegen oud-ploeggenoten Vincenzo Nibali en Mikel Landa hun zege op aan Scarponi. In diezelfde Ronde van Italië stond Tanel Kangert enige tijd in de top 10. Een klap met zijn arm tegen een verkeersbord zorgde ervoor dat hij moest opgeven in het algemeen klassement. Dario Cataldo werd uiteindelijk 14e in het eindklassement en daarmee de beste Astana-coureur. Luis León Sánchez werd 2e in het bergklassement achter de eerdergenoemde Landa. In de Dauphiné won Jakob Fuglsang twee etappes en het eindklassement. In de Ronde van Frankrijk won Fabio Aru de 5e etappe. Hij zou die ronde ook enkele dagen het geel dragen. Uiteindelijk werd hij 5e in het eindklassement.

## Seizoen 2018
Vanwege het vertrek van Fabio Aru naar UAE Team Emirates zullen in 2018 Miguel Ángel López en Jakob Fuglsang de klassementsmannen zijn voor 2018. Tevens werd Magnus Cort Nielsen aangetrokken die in de sprints kan worden uitgespeeld. De eerste zege van het jaar werd op 10 februari behaald, toen Luis Léon Sanchez de Ronde van Murcia wist te winnen. De eerste World Tour-koers die werd gewonnen was Omloop het Nieuwsblad door Michael Valgren Andersen. In april werd de klassieker Amstel Gold Race gewonnen door Valgren Andersen.
In de Ronde van Italië 2018 werden geen zeges geboekt. Miguel Ángel López eindigde wel als 3e en won het jongerenklassement. Pello Bilbao eindigde als 6e. Astana werd uiteindelijk 2e in het ploegenklassement. In de voorbereidingskoersen op de Ronde van Frankrijk, zoals de Critérium du Dauphiné, won Pello Bilbao een etappe. In de Ronde van Zwitserland werd Jakob Fuglsang 2e in het eindklassement. In de Ronde van Frankrijk wonnen Omar Fraile en Magnus Cort Nielsen ieder een rit. In de Ronde van Spanje behaalde Miguel Angel López met een derde plaats het eindpodium. Er werden geen ritzeges geboekt.

## Seizoen 2019
Volgens een rapport van het antidopingbureau CADF uit de zomer van 2019 was Michele Ferrari toen nog steeds actief in het verstrekken van doping aan renners van Astana.

## Grote ronden
| Jaar | Ronde van Italië                       | Ronde van Italië                                               | Ronde van Frankrijk                                        | Ronde van Frankrijk                           | Ronde van Spanje                            | Ronde van Spanje                                                              |
| Jaar | hoogste klassering                     | etappewinst                                                    | hoogste klassering                                         | etappewinst                                   | hoogste klassering                          | etappewinst                                                                   |
| ---- | -------------------------------------- | -------------------------------------------------------------- | ---------------------------------------------------------- | --------------------------------------------- | ------------------------------------------- | ----------------------------------------------------------------------------- |
| 2004 | geen deelname                          | geen deelname                                                  | 44e Igor González de Galdeano                              |                                               | ↑ Roberto Heras 7e Isidro Nozal             | 12e Roberto Heras                                                             |
| 2005 | 19e Giampaolo Caruso                   | 7e Koldo Gil                                                   | 16e Jörg Jaksche                                           | 18e Marcos Serrano                            | ↑ Roberto Heras 11e Michele Scarponi        | 6e en 15e Roberto Heras                                                       |
| 2006 | 12e Giampaolo Caruso                   |                                                                | geen deelname                                              | geen deelname                                 | ↑ Aleksandr Vinokoerov · Andrej Kasjetsjkin | 8e, 9e en 20e Aleksandr Vinokoerov 10e Sérgio Paulinho 18e Andrej Kasjetsjkin |
| 2007 | Eddy Mazzoleni                         | 20e Paolo Savoldelli                                           | voltallige ploeg teruggetrokken                            | 13e en 15e Aleksandr Vinokoerov               | geen deelname                               | geen deelname                                                                 |
| 2008 | ↑ Alberto Contador                     |                                                                | geen deelname                                              | geen deelname                                 | ↑ Alberto Contador · Levi Leipheimer        | 5e en 20e Levi Leipheimer 13e en 14e Alberto Contador                         |
| 2009 | 5e Levi Leipheimer                     |                                                                | ↑ Alberto Contador · Lance Armstrong · 6e Andreas Klöden · | 4e ploegentijdrit 15e en 18e Alberto Contador | 13e Daniel Navarro                          |                                                                               |
| 2010 | 6e Aleksandr Vinokoerov                |                                                                | ↑ Alberto Contador 14e Aleksandr Vinokoerov                | 13e Aleksandr Vinokoerov                      | 24e Josep Jufré                             |                                                                               |
| 2011 | 6e Roman Kreuziger                     | 19e Paolo Tiralongo                                            | 39e Rémy Di Grégorio                                       |                                               | 18e Robert Kišerlovski                      |                                                                               |
| 2012 | 15e Roman Kreuziger                    | 7e Paolo Tiralongo 19e Roman Kreuziger                         | 9e Janez Brajkovič                                         |                                               | 34e Andrej Kasjetsjkin                      | 11e Fredrik Kessiakoff                                                        |
| 2013 | ↑ Vincenzo Nibali                      | 18e en 20e Vincenzo Nibali                                     | 7e Jakob Fuglsang                                          |                                               | Vincenzo Nibali                             | 1e ploegentijdrit                                                             |
| 2014 | Fabio Aru                              | 15e Fabio Aru                                                  | ↑ Vincenzo Nibali                                          | 2e, 10e, 13e, en 18e Vincenzo Nibali          | 5e Fabio Aru                                | 11e en 18e Fabio Aru                                                          |
| 2015 | Fabio Aru · Mikel Landa ·              | 9e Paolo Tiralongo 15e en 16e Mikel Landa 19e en 20e Fabio Aru | 4e Vincenzo Nibali                                         | 19e Vincenzo Nibali                           | ↑ Fabio Aru                                 | 11e Mikel Landa                                                               |
| 2016 | ↑ Vincenzo Nibali                      | 19e Vincenzo Nibali                                            | 13e Fabio Aru                                              |                                               | 11e Michele Scarponi                        |                                                                               |
| 2017 | 14e Dario Cataldo                      |                                                                | 5e Fabio Aru                                               | 5e Fabio Aru                                  | 8e Miguel Ángel López                       | 5e Aleksej Loetsenko 11e en 15e Miguel Ángel López                            |
| 2018 | ↑ Miguel Ángel López · 6e Pello Bilbao |                                                                | 12e Jakob Fuglsang                                         | 14e Omar Fraile 15e Magnus Cort Nielsen       | ↑ Miguel Ángel López                        |                                                                               |
| 2019 | 7e Miguel Ángel López                  | 7e en 20e etappe Peio Bilbao 15e etappe Dario Cataldo          | 19e Aleksej Loetsenko                                      |                                               | 5e Miguel Ángel López                       | 1e (ploegentijdrit) en 16e Jakob Fuglsang                                     |
| 2020 | 6e Jakob Fuglsang                      |                                                                | 6e Miguel Ángel López                                      | 6e Aleksej Loetsenko 17e Miguel Ángel López   | 11e Aleksandr Vlasov                        | 6e Jon Izagirre                                                               |
| 2021 | 4e Aleksandr Vlasov                    |                                                                | 7e Aleksej Loetsenko                                       |                                               | 26e Jon Izagirre                            |                                                                               |
| 2022 | 4e Vincenzo Nibali                     |                                                                | 9e Aleksej Loetsenko                                       |                                               | 4e Miguel Ángel López                       |                                                                               |
| 2023 | 24e Luis León Sánchez                  | 21e Mark Cavendish                                             | 34e Harold Tejada                                          |                                               | 46e Andrej Zejts                            |                                                                               |
| 2024 | 12e Lorenzo Fortunato                  |                                                                | 74e Harold Tejada                                          | 5e Mark Cavendish                             | 16e Lorenzo Fortunato                       |                                                                               |
| 2025 | 21e Diego Ulissi Lorenzo Fortunato     | 16e Christian Scaroni                                          | 14e Sergio Higuita                                         |                                               |                                             |                                                                               |